# برايان آشر
برايان آشر (بالإنجليزية: Brian Usher)‏ هو لاعب كرة قدم بريطاني في مركز نصف الجناح، ولد في 11 مارس 1944 في درم في المملكة المتحدة. لعب مع شيفيلد وينزداي ونادي دونكاستر روفرز ونادي سندرلاند ويوفل تاون.